# Birkende
Birkende er en lille by på Fyn med 672 indbyggere  (2024), beliggende i Kerteminde Kommune – tæt på hovedvejen mellem Odense og Nyborg. Byen hører til Region Syddanmark.
Byen huser Birkende Kirke (Birkende Sogn) og havde indtil 1994 en kommunal folkeskole op til 7. klassetrin. Da skolen blev nedlagt, indviedes Hans Tausencentret i bygningerne.

## Geologi og topografi
Terrænet omkring Birkende blev formet under den seneste istid, Weichsel-istiden, hvor isens bevægelse og aflejringer af moræne formede landskabets underliggende geologi omtrent, som landskabet ser ud i dag. Afsmeltningen i slutningen af istiden formede dale, der blev dannet af de store mængder smeltevand. En del af områderne har formentlig været mere eller mindre isfri hen mod istidens afslutning, sådan at smeltevandet efterhånden løb ud over det lavereliggende terræn, hvor et mere fladt landskab kom til at bestå af grus og sand. Morænelandskaberne oven for dalstrøgene består nogle steder af markante bakker. Mod sydvest og syd har nogle mindre åse forbindelse til Højby og Årslev åse, men omvendt er morænelandskabet omkring Ullerslev sine steder præget af dødisaflejringer, der har skabt småsøer og små bakker. Det giver dog ikke de store højdeforskelle.
I de seneste århundreder er dette landskab blevet åbent og præget af landbrug med store markstykker, forholdsvis få læhegn og småbeplantninger. I løbet af det 20. århundrede voksede der en hel del gartnerier op på egnen, og markerne blev flere steder omdannet til frugtplantager. Under gartnerierhvervets krise i de seneste 10-20 år er mange af disse virksomheder dog blevet nedlagt. I den nordlige del af egnen, dvs. ud mod kysten findes nogle meget synlige, tekniske anlæg, bl.a. Lindøværftet og bebyggelsen Vollsmose. Landskabet er i det hele taget præget af højspændingsledninger, industriområder og en tungt trafikbelastet korridor med jernbane og motorvej syd for Birkende.

## Natur
Området er som nævnt præget af den flade og næsten jævne smeltevandsslette, som bærer en mosaik af skovområder og landbrugets kulturer. Da jorden hovedsageligt består af sand og grus, har det været nærliggende at dyrke den ekstensivt. Mod nord findes en forholdsvis artsfattig, hævet havbund, mens den største artsdiversitet findes i moser, engarealer og langs de svagt snoede vandløb med fald mod nordvest. Rammerne omkring egnens natur sættes af varierede bebyggelsestyper, læhegn, diger og små og større skove.
Væksthuse og plantager præger området.

## Historie
Generelt er landskabskarakterens historiske oprindelse noget sløret, bortset fra et delområde omkring hovedgårdene Ulriksholm, Østergård og Ørnfeldtgård, hvor den større skala og tidsdybden i hovedgårdslandskabet øst for Geels å i højere grad erkendes, og således adskiller delområdet fra den generelle landskabskarakter.
Birkende er nævnt første gang 1397 i formen Birckinnge (1435: Birkinge, 1540: Birckende). Forleddet er biark, som er trænavnet Birk. Efterleddet -inge er en stedbetegnelse afledt af indbygger- eller naturnavne. Denne navneskik kendes fra bebyggelser fra sen germansk jernalder, og "Birkende" kan have været navnet på hele det senere sogns område. Der er nedskrevet et marknavn ("Gammeltofte"), som muligvis henviser til bebyggelsens tidlige placering.
I det 13. århundrede kendes udflytterbebyggelsen "Sellebjerg", som dog var blevet til en hovedgård i det 16. århundrede. Mod sydøst fandtes en lille bebyggelse, "Vilholm", med en gård og en vandmølle. Den eksisterede endnu i begyndelsen af det 20. århundrede.
I det 15. århundrede var landsbyen ejet af Antvorskov Kloster, provstiet i Odense, bispen i Odense og kirken i Birkende. Desuden var der en selvejet væbnergård i landsbyen. Ved hartkornsopgørelsen i 1664 var ejerskabet til landsbyen delt mellem godserne Vejrupgård og Sellebjerg, og dette forhold bestod, indtil der kom gang i udskiftningen og selvejet. På grund af den lette, sandede jord og de mange moser og enge var gårdene ret små med lave hartkornsværdier og en lav opdyrkningsprocent.
Op gennem det 19. århundrede steg antallet af gårde, og samtidig blev der bygget mange huse langs hovedlandevejen og jernbanen.

### Hans Tausen
Hans Tausen (f. 1494, d. 1561) er Birkendes store bysbarn, han var bondemandssøn og fik som dreng mulighed for en boglig uddannelse ved Dronning Christines hjælp. Han voksede op og blev en af danmarkshistoriens væsentligste præster og var med til at gennemføre Reformationen i Danmark. Netop pga. Hans Tausen, har Birkende indskrevet sig i danmarkshistorien og nævnes også i sangen På Tave bondes ager / i Birkende by, som netop handler om Hans Tausen.

## Eksterne links
- Det politiske liv i Birkende (Webside ikke længere tilgængelig)
- Teknisk Forvaltning i den daværende Langeskov Kommune: Lokalplan nr. 34, november 1992 (Webside ikke længere tilgængelig), som rummer masser af oplysninger om landsbyens udvikling og (planlagte) fremtid.